# Варзар, Софья Михайловна
Софья Михайловна Варзар (урождённая Домбровская; 1878—1957) — русский и советский астроном.

## Биография
Родилась в Москве в 1878 году. Племянница Ярослава Домбровского.
В 1899 году окончила Бестужевские высшие женские курсы. В 1898—1901 годах на Бестужевских курсах проводила практические занятия по астрономии.
Затем работала в Астрономическом институте в Ленинграде. В должности старшего научного сотрудника, в апреле 1937 года вместе с другими сотрудниками института, Н. Ф. Боевой и А. В. Марковым, за «участие в фашистской террористической организации в Астрономическом институте» (ответвление «Пулковского дела») была арестована. Приговорена к 6 годам лишения свободы с последующим поражением в правах на 3 года. По Постановлению управления НКВД Ленинграда от 26.02.1940 г. следственное дело по обвинению Варзар было прекращено. После освобождения она вернулась в институт. В послевоенные годы заведовала отделом малых планет Института теоретической астрономии АН СССР и в эти году опубликовала свои лучшие научные работы.
Умерла в 1957 году. По Постановлению Военного прокурора Ленинградского военного округа от 08.06.1957 г. дело по обвинению Варзар было прекращено за отсутствием состава преступления.

## Семья
Была замужем за юристом Василием Васильевичем Варзаром, сыном Василия Егоровича Варзара. У них родились дочери: Нина, Ирина, Людмила. Как и все в семье они увлекались музыкой, хотя Ирина и Людмила учились в Академии художеств, а Нина — на физико-математическом факультете университета. Неудивительно, что после знакомства в Царском Селе с сёстрами Варзар, семью жившую в доме № 20 на Набережной Красного Флота, стал посещать юный Дмитрий Шостакович. После долгих колебаний со стороны музыканта, весной 1932 года Шостакович и Нина Варзар зарегистрировали свой брак. Ирина Варзар (1904—1995) была замужем за карикатуристом Герасимом Эфросом.
В 1949 году Варзары построили дачный дом в Комарово — № 10 по Четвёртому Курортному переулку, в 1952—1954 года проводил летние месяцы Д. Д. Шостакович; здесь сочинялась его Десятая симфония.